# Nihonbashi

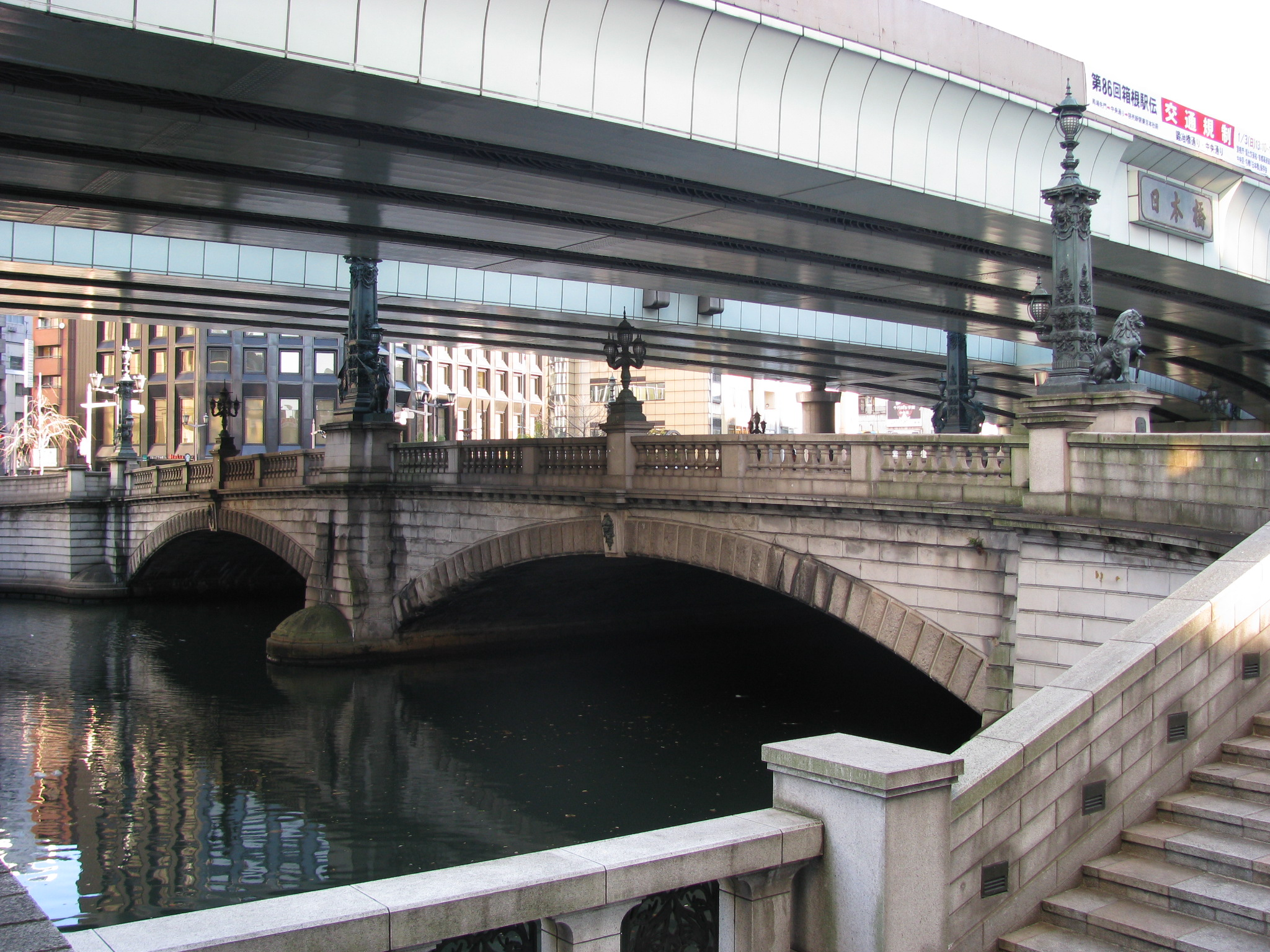
Nihonbashi (Ponte Nihon)

Nihonbashi (日本橋; literally Ponte do Japão), ou Nihombashi, é um distrito empresarial de Chuo, Tóquio, Japão que cresceu ao redor da ponte de mesmo nomes que conectava os dois lados do Rio Nihonbashi no local desde o século XVII. A primeira ponte de madeira foi concluída em 1603 e a atual ponte feita de pedra data de 1911. O distrito cobre uma grande área a norte e leste da ponte, alcançando Akihabara a norte e o Rio Sumida a leste. Ōtemachi está a oeste e Yaesu e Ginza ao sul.

## História

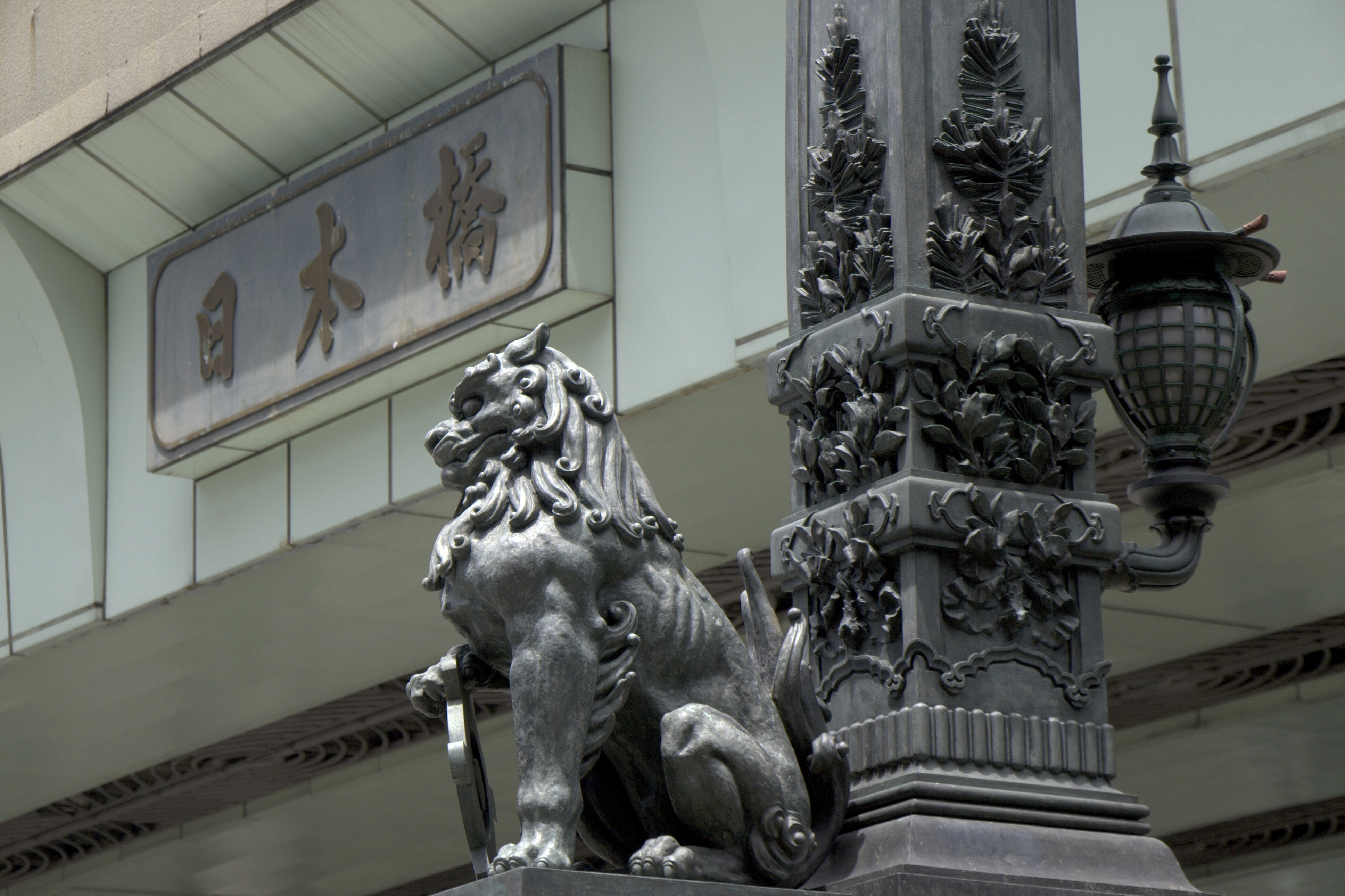
Leão em Nihonbashi

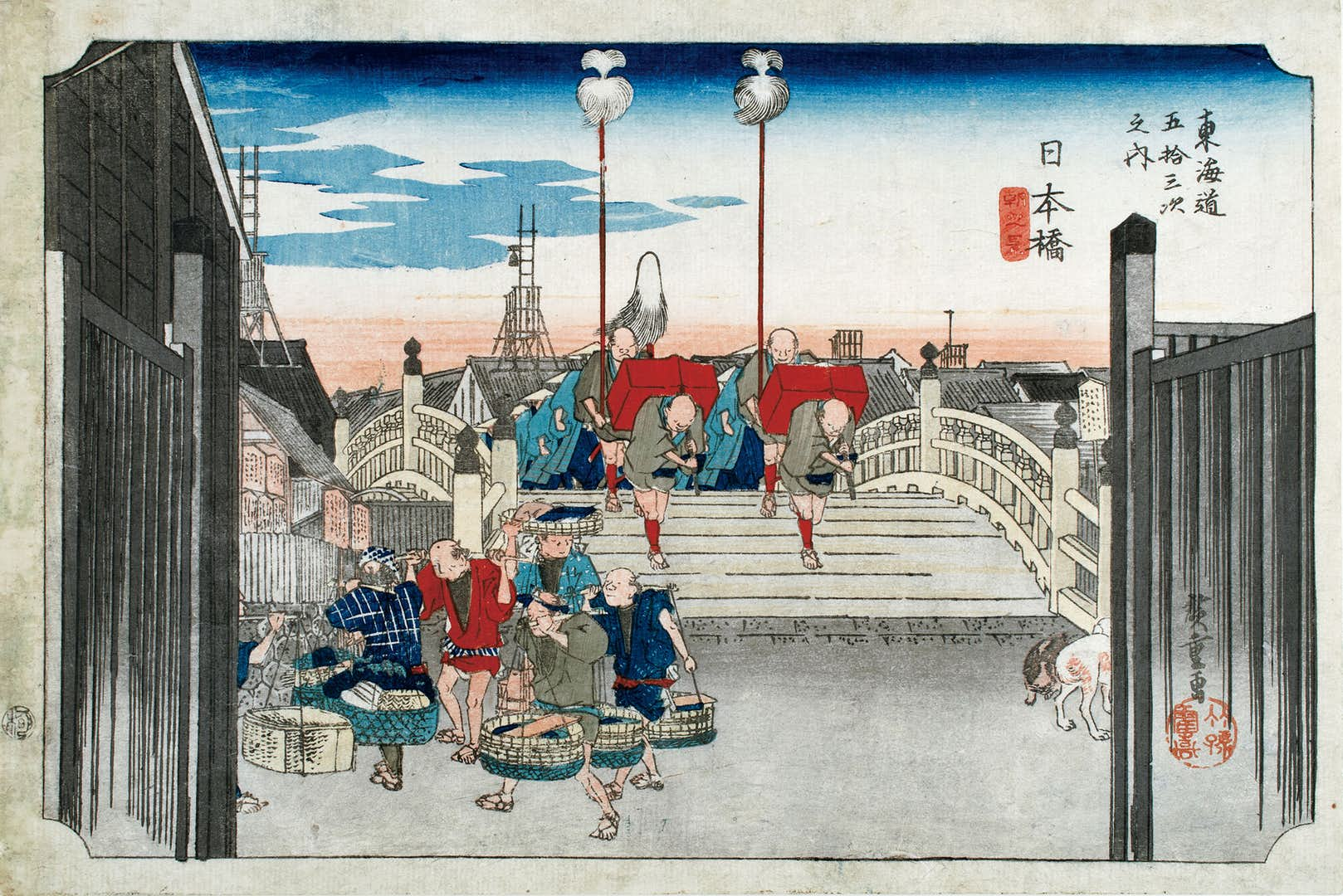
Ukiyo-e de Nihonbashi por Hiroshige (As Cinquenta e Três Estações da Tōkaidō)

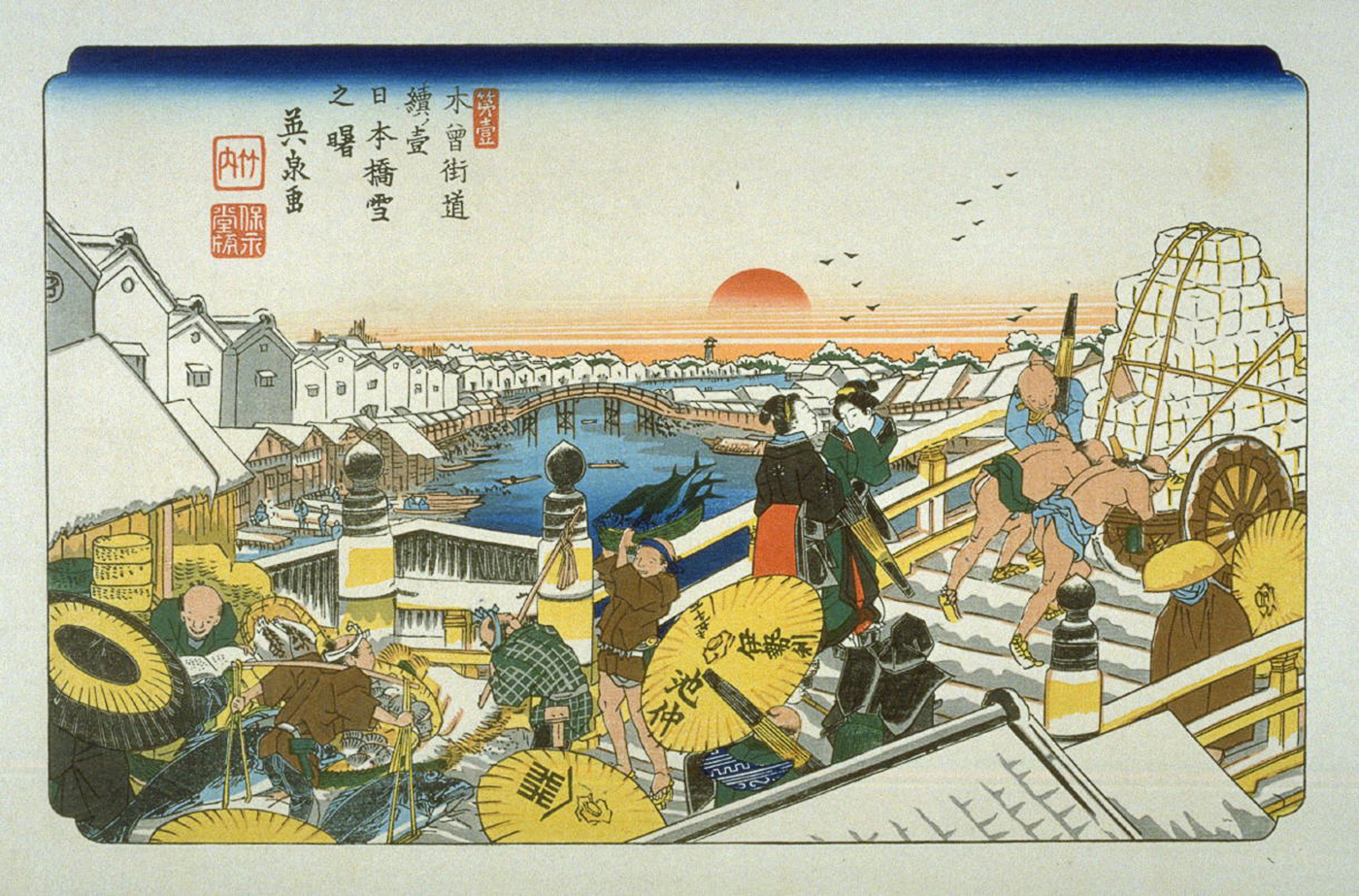
Ukiyo-e de Nihonbashi por Keisai Eisen (As Sessenta e Nove Estações de Kiso Kaidō)

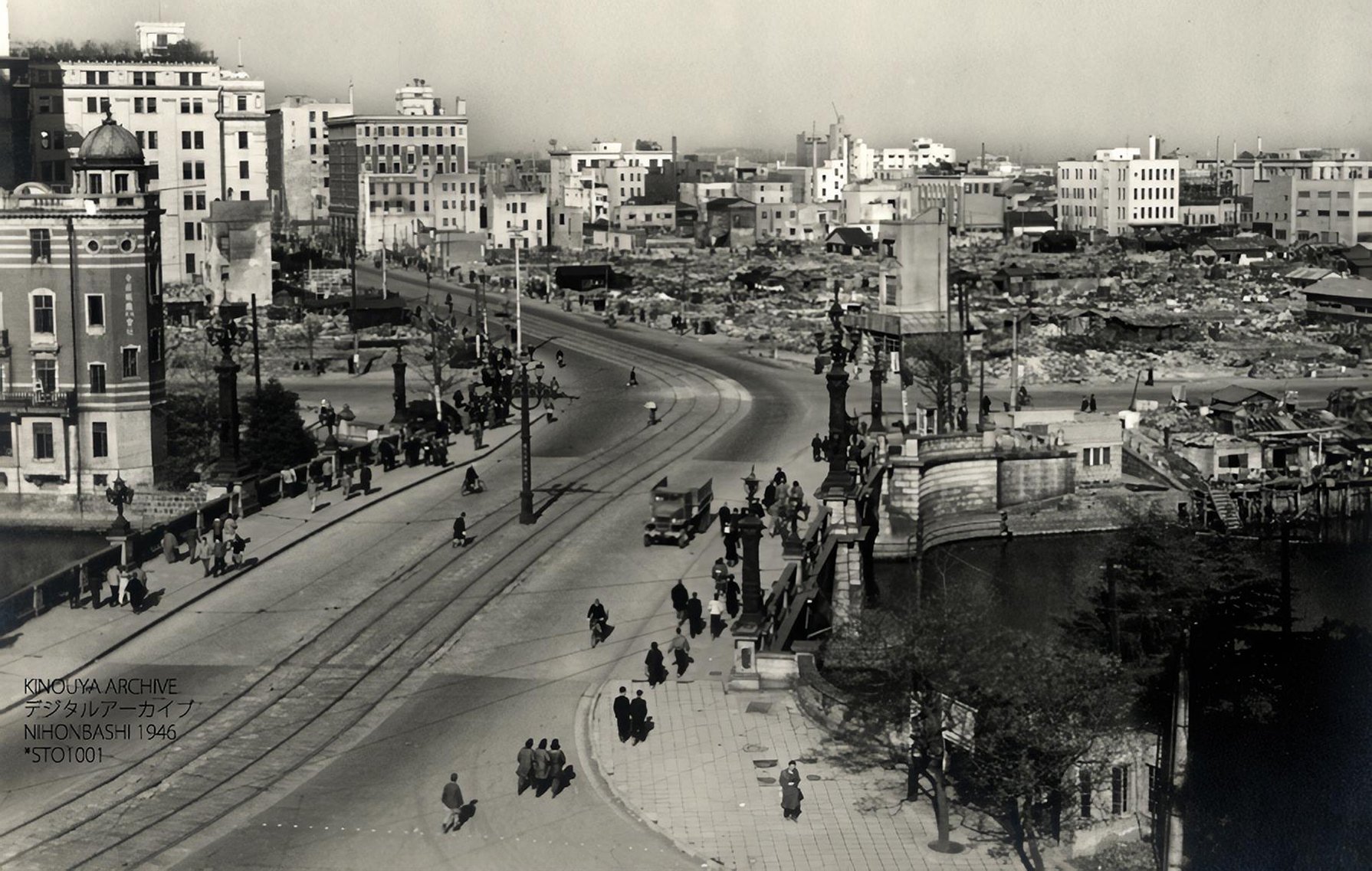
Nihonbashi em 1946

O distrito de Nihonbachi era um grande centro mercantil durante o período Edo: seu desenvolvimento é creditado em grande parte à família Mitsui, que baseou seu negócio atacadista em Nihonbashi e desenvolveu a primeira loja de departamentos do Japão, a Mitsukoshi, lá. O mercado de peixes da era Edo que antigamente se situava em Nihonbashi era o antecessor do atual mercado de peixes de Tsukiji. Nos últimos anos, Nihonbashi emergiu como o distrito financeiro predominante de Tóquio (e do Japão).
A ponte Nihonbashi tornou-se famosa pela primeira vez durante o século XVII, quando ela era a ponta leste do Nakasendō e do Tōkaidō, estradas que corriam entre Edo e Quioto. Durante esta época, ela era conhecida como Edobashi, ou "Ponte Edo". No período Meiji, a ponte de madeira foi substituída por uma ponte de pedra maior, que ainda permanece hoje (uma réplica da velha ponte foi exibida no Museu de Edo-Tóquio). Ela é o ponto do qual os japoneses medem distâncias: placas em rodovias que mostram a distância para Tóquio na verdade mostram o número de quilômetros para Nihonbashi.
Um pouco antes dos Jogos Olímpicos de Verão de 1964, uma via expressa foi construída sobre a ponte Nihonbashi, ofuscando a vista clássica do Monte Fuji da ponte. Em anos recentes, os cidadãos locais peticionaram ao governo para deixar a via expressa subterrânea. Este plano foi apoiado pelo Primeiro-Ministro Junichiro Koizumi mas foi oposto pelo governador de Tóquio Shintaro Ishihara. Se implementado, os custos de construção seriam de aproximadamente ¥500 bilhões (cerca de US$4+ bilhões).

## Locais em Nihonbashi
- Banco do Japão

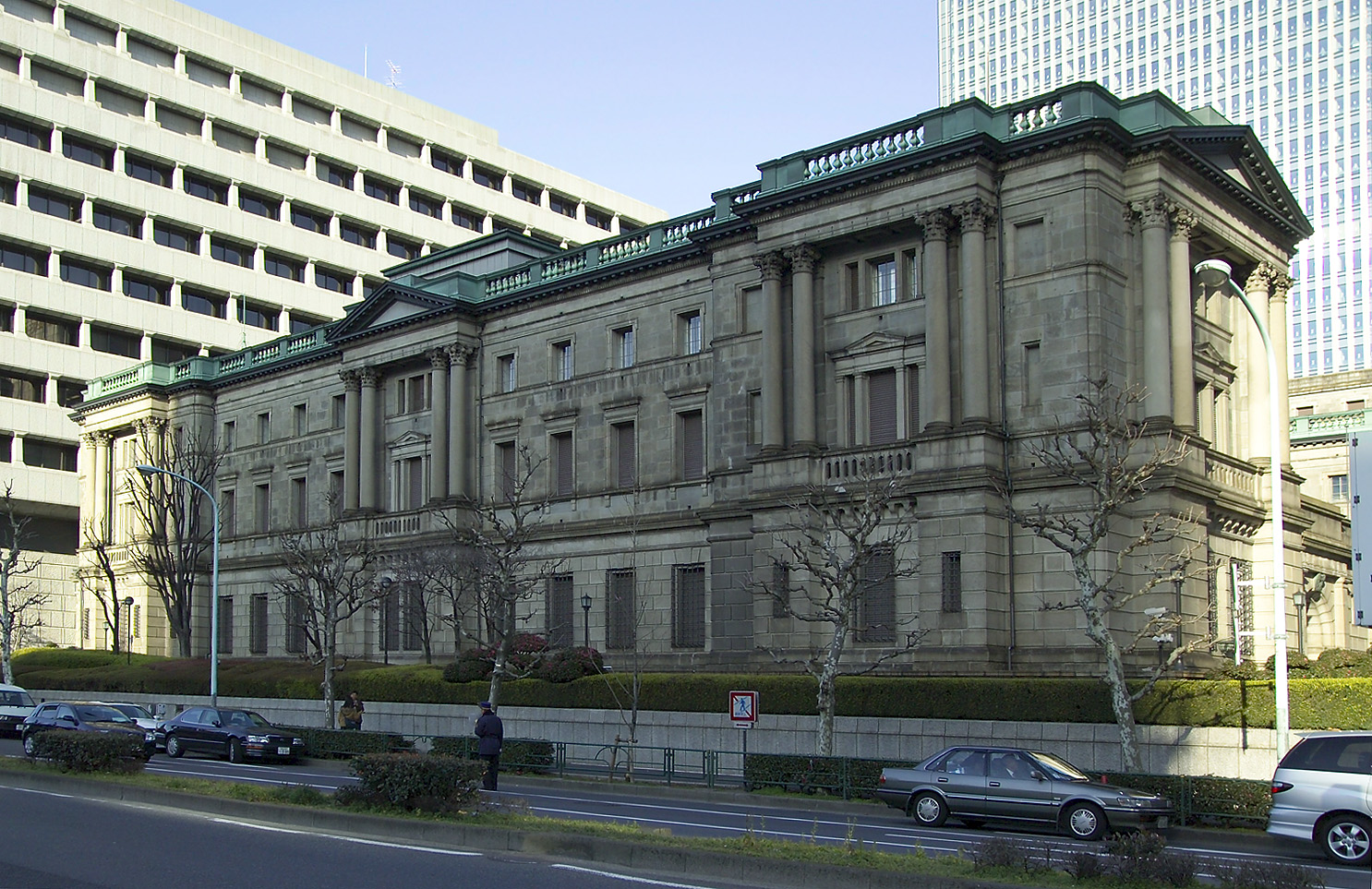
Banco do Japão

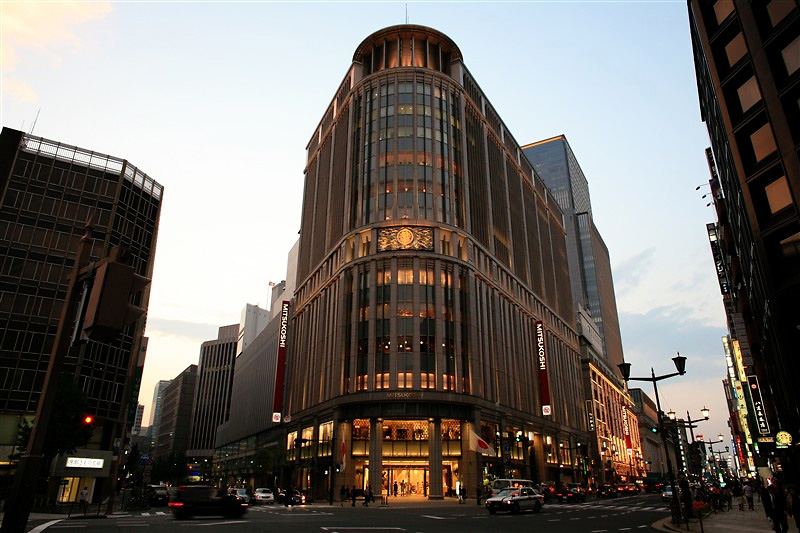
Loja de departamentos Mitsukoshi

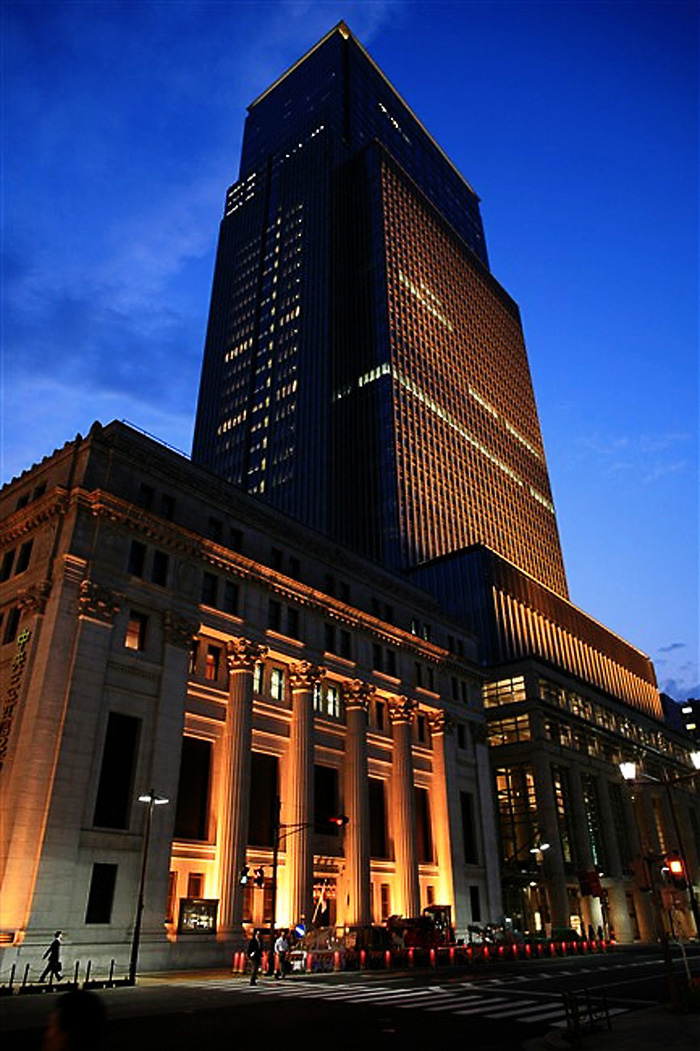
Nihonbashi Mitsui Tower

- Lojas de departamentos Mitsukoshi e Takashimaya
- COREDO NIHONBASHI (ja)
- Nihonbashi Mitsui Tower
  - Mandarin Oriental, Tokyo (ja)
- Bolsa de Valores de Tóquio
- Quilômetro zero for do Japão inteiro

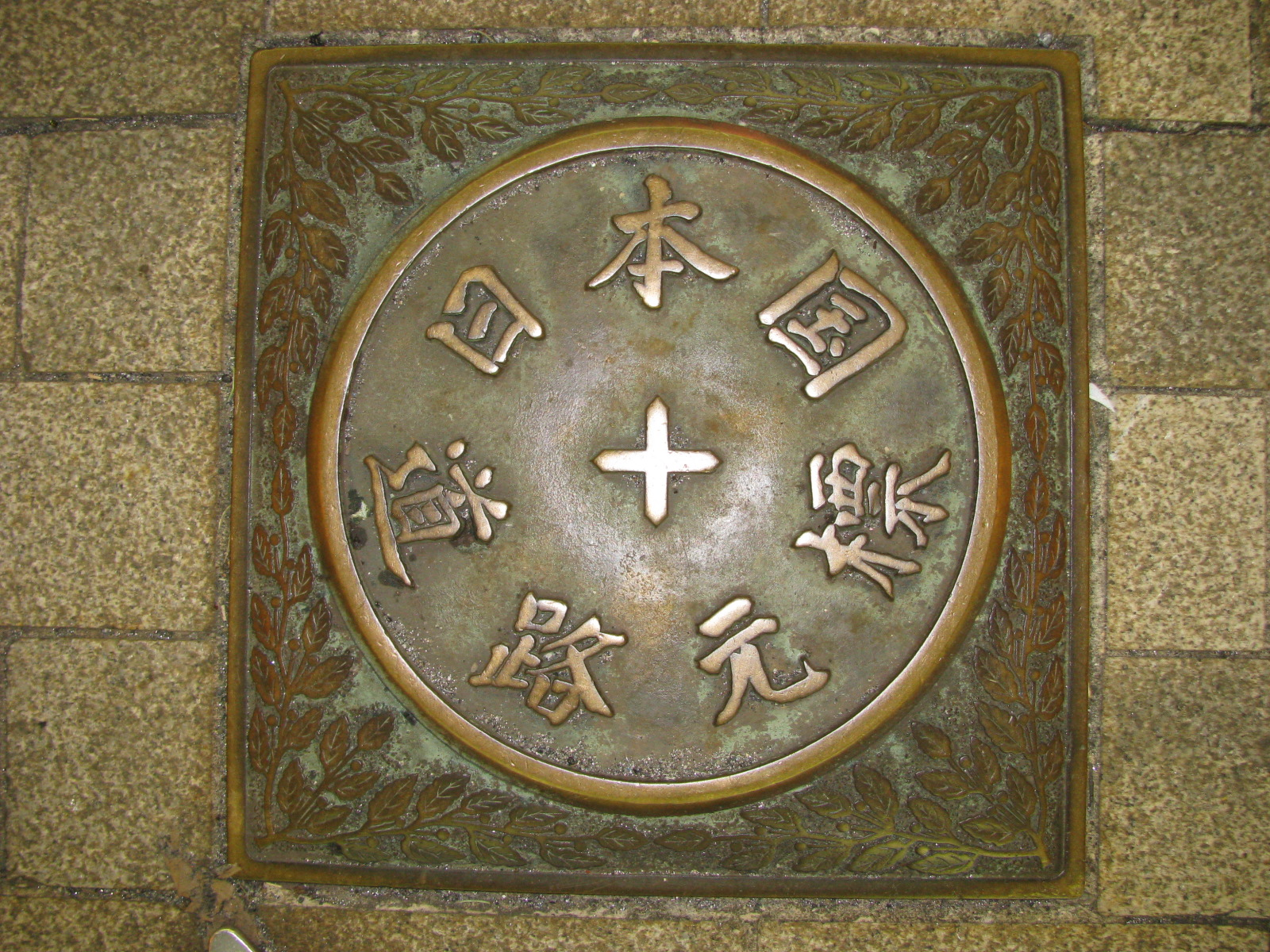
Quilômetro zero no meio de Nihonbashi.

## Empresas sediadas em Nihonbashi
Nihonbashi (日本橋)
- Bank of America Merrill Lynch Japan
- HSBC Japan
- Maruzen (丸善)
- Nomura Holdings (野村ホールディングス)
- Takashimaya (高島屋)
- Farmacêutica Takeda tem seu departamento de Tóquio em Nihonbashi.[2][3]
- TDK
- Ippon Doll Works

Hakozakicho (箱崎町)
- IBM Japan - IBM Hakozaki Facility

Honcho (本町)
- Daiichi Sankyo (第一三共)

Muromachi (室町)
- Mitsui Fudosan (Mitsui Group) (三井不動産)
- Mitsukoshi (三越)
- Sembikiya (千疋屋)
- Shinsei Bank (新生銀行)

No final da década de 1990, a GeoCities Japan tinha sua sede no Edifício Nihonbashi Hakozaki, em Hakozakicho. Por uma época, a Creatures Inc. tinha sua sede no Kawasakiteitoku Building (川崎定徳ビル, Kawasakiteitoku Biru) em Nihonbashi.

## Estações ferroviárias e de metrô

### Estações de metrô
- Estação Bakuro-yokoyama (馬喰横山駅) - Toei Shinjuku Line (S-09)
- Estação Hamachō (浜町駅) - Toei Shinjuku Line (S-10)
- Estação Higashi-nihombashi (東日本橋駅) - Toei Asakusa Line (A-15)
- Estação Kayabachō (茅場町駅) - Tokyo Metro Hibiya Line (H-12), Tokyo Metro Tōzai Line (T-11)
- Estação Kodemmachō (小伝馬町駅) - Tokyo Metro Hibiya Line (H-14)
- Estação Mitsukoshimae (三越前駅) - Tokyo Metro Ginza Line (G-12), Tokyo Metro Hanzōmon Line (Z-09)
- Estação Nihombashi (日本橋駅) - Toei Asakusa Line (A-13), Tokyo Metro Ginza Line (G-11), Tokyo Metro Tōzai Line (T-10)
- Estação Ningyōchō (人形町駅) - Toei Asakusa Line (A-14), Tokyo Metro Hibiya Line (H-13)
- Estação Suitengūmae (水天宮前駅) - Tokyo Metro Hanzōmon Line (Z-10)

### Estações ferroviárias
- Estação Bakurochō (馬喰町駅) - JR Sōbu Line (Rapid)
- Estação Shin-Nihombashi (新日本橋駅) - JR Sōbu Line (Rapid)

## Rotas
Como o ponto de início das cinco rotas do período Edo, Nihonbashi fornecia acesso fácil para muitas partes do Japão antigo.
- Tōkaidō (conectando Edo a Kyoto próxima a costa)

Nihonbashi (local inicial) - Shinagawa-juku
- Nakasendō (conectando Edo a Kyoto, indo pelas montanhas)

Nihonbashi (local inicial) - Itabashi-juku
- Kōshū Kaidō (conectando Edo a província de Kai (atual  província de Yamanashi))

Nihonbashi (local inicial) - Naitō Shinjuku
- Ōshū Kaidō (conectando Edo à província de Mutsu (atual província de Fukushima))

Nihonbashi (local inicial) - Hakutaku-juku
- Nikkō Kaidō (conectando Edo a Nikkō)

Nihonbashi (local inicial) - Senju-juku